# David Maxwell
David Maxwell, född den 8 april 1951, död i januari 2024, var en brittisk roddare.
Han tog OS-silver i åtta utan styrman i samband med de olympiska roddtävlingarna 1976 i Montréal.